# زدرافكو ميتيف
زدرافكو ميتيف (بالبلغارية: Здравко Митев)‏ هو لاعب كرة قدم بلغاري في مركز الهجوم، ولد في 20 أكتوبر 1944 في فارنا في بلغاريا. شارك مع منتخب بلغاريا تحت 21 سنة لكرة القدم. أما مع النوادي، فقد لعب مع نادي تشيرنو مور فارنا.